# Rangeerterrein Watergraafsmeer

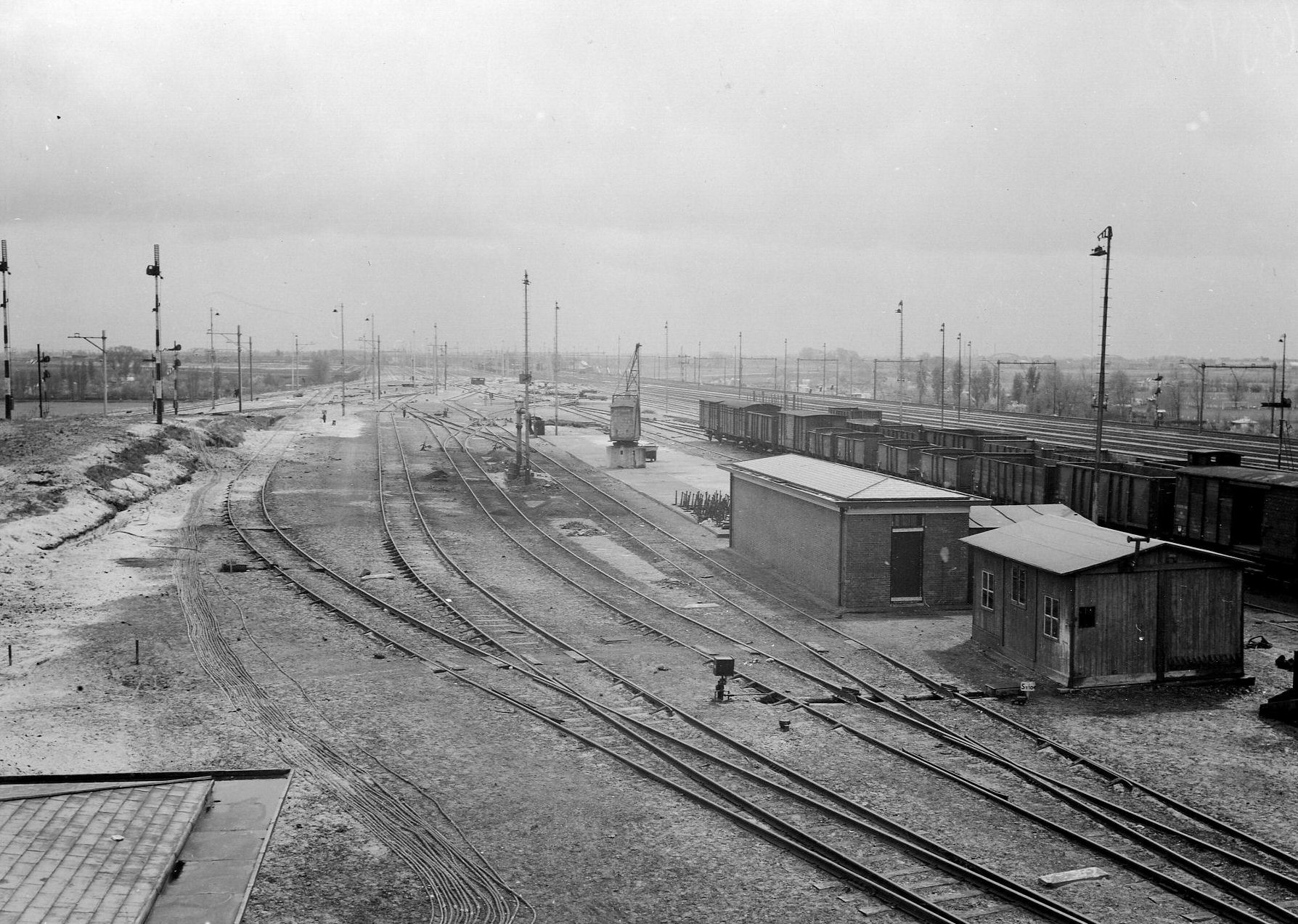
Gezicht op het rangeerterrein Amsterdam Watergraafsmeer; 1949.

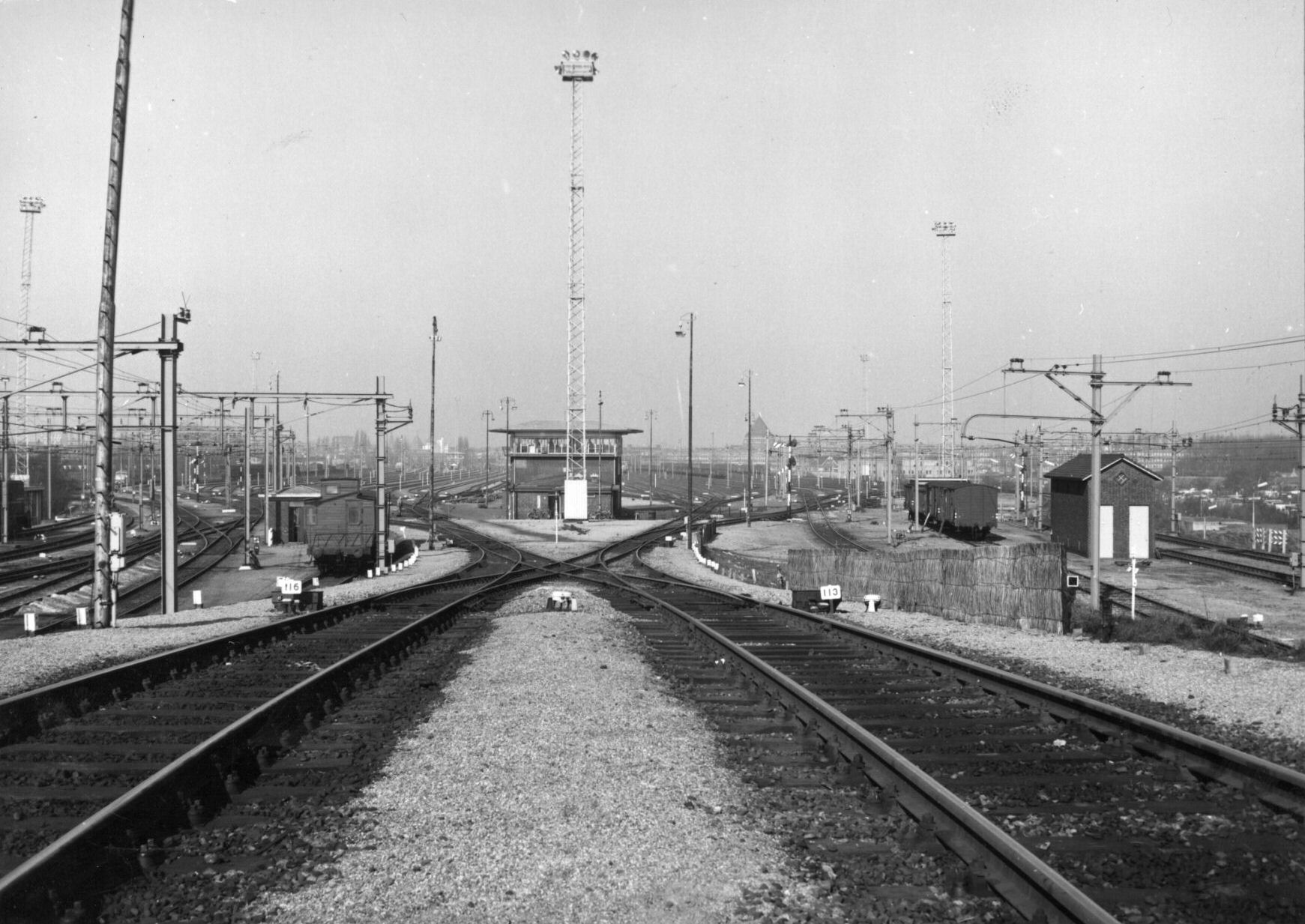
Gezicht vanaf de rangeerheuvel op het rangeerterrein Watergraafsmeer; 1972.

Rangeerterrein Watergraafsmeer (afgekort Wgm) is een rangeerterrein in Amsterdam-Oost. Het ligt in de Watergraafsmeer, aan de Oosterspoorweg tussen station Amsterdam Muiderpoort en Diemen. In 1904 werd al een klein emplacement met twaalf sporen en een zanddepot aangelegd. In 1939 werd dit emplacement met twaalf sporen in het kader van de Spoorwegwerken Oost sterk uitgebreid tot een groot rangeerterrein, compleet met twee rangeerheuvels.
Het rangeerterrein was vanaf 1905 aan de noordwestkant met een aparte goederenspoorlijn verbonden met het Rangeerterrein De Rietlanden, aan de zuidoostkant sloot vanaf 1939 een aparte goederenspoorlijn aan via Diemen-Zuid naar Duivendrecht aansluiting. In 1952 werd het terrein gemoderniseerd met een hoge rangeerheuvel, die uitliep op 35 verdeelsporen. Het emplacement en de spoorlijn richting De Rietlanden en Amsterdam Centraal werden geëlektrificeerd.
Tussen 1939 en 1990 werd vanuit de Watergraafsmeer een groot deel van het goederenverkeer in Noord-Holland verzorgd. Door afname van het goederenverkeer per spoor en reorganisaties in het spoorwegbedrijf is het rangeerterrein in 1990 voor goederenverkeer gesloten. Het gebruik van de rangeerheuvel stopte in 1984, de verbindingsbaan naar Duivendrecht werd in 1989 buiten dienst gesteld en vervolgens verbouwd voor de Zuidelijke tak van de Ringspoorbaan.
Vervolgens is het emplacement verbouwd voor gebruik als opstelterrein en onderhoudslocatie voor reizigerstreinen. In 1994 kwam het hiervoor in gebruik ter vervanging van het opstelterrein Dijksgracht. Met name de internationale treinen die in Amsterdam vertrekken en aankomen hebben hier hun uitvalsbasis. Dit betreft onder andere de Intercity direct, ICE, Thalys en Eurostar. De DinnerTrain van Railpromo had hier zijn thuisbasis tot het faillissement van het bedrijf op 6 augustus 2019.
Sinds 1954 is er een onderhoudswerkplaats voor diesellocs. Deze is vervangen door een werkplaats van NS Onderhoud & Service, dat in november 2007 een nieuw onderhoudsbedrijf heeft geopend. De loods is 250 meter lang en 50 meter breed en speciaal ontworpen voor het onderhoud aan hogesnelheidstreinen. Het is het grootste kunststof gebouw van Europa. Voor het testen tijdens het onderhoud is de bovenleidingsspanning in deze loods omschakelbaar. Daarnaast is er een wasstraat waar treinen met radiografische diesellocomotieven doorheen geduwd worden.
Naast het rangeerterrein ligt sinds december 2009 Station Amsterdam Science Park.

## Afbeeldingen

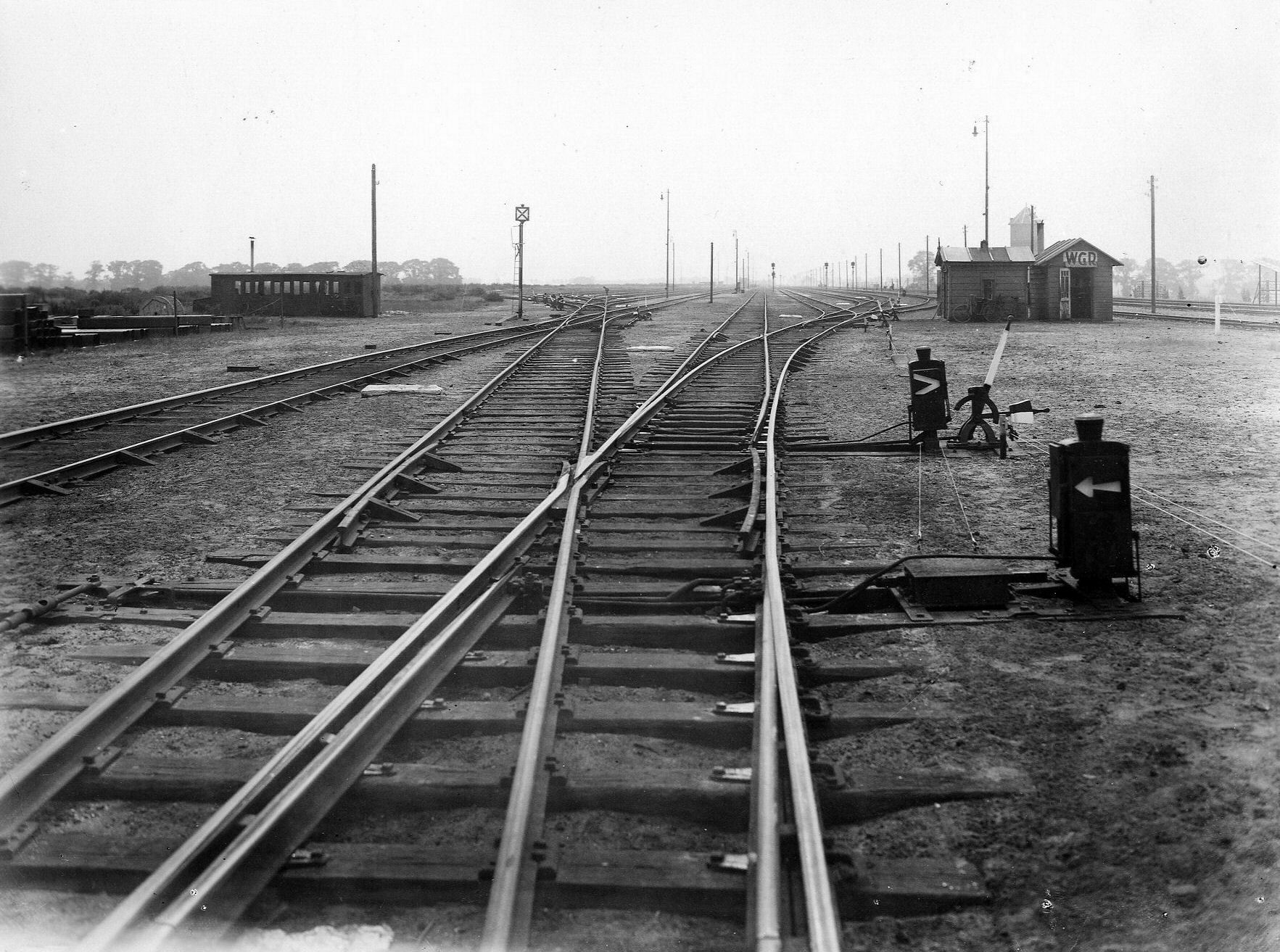
Gezicht op het rangeerterrein Watergraafsmeer te Amsterdam, vóór de verhoging en uitbreiding van het emplacement; 1934.
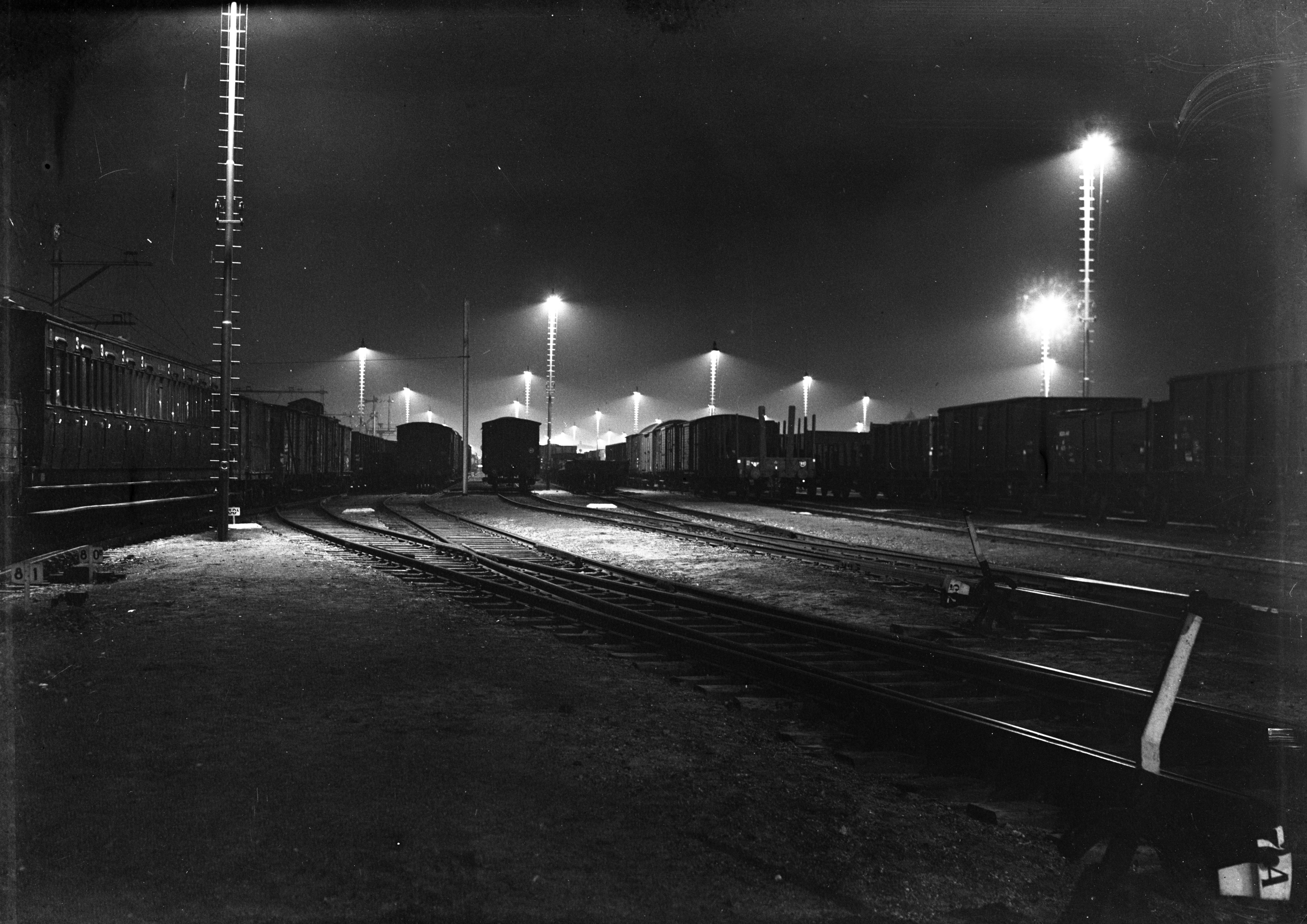
Gezicht op het rangeerterrein Watergraafsmeer van de N.S. te Amsterdam bij nacht; 1949.
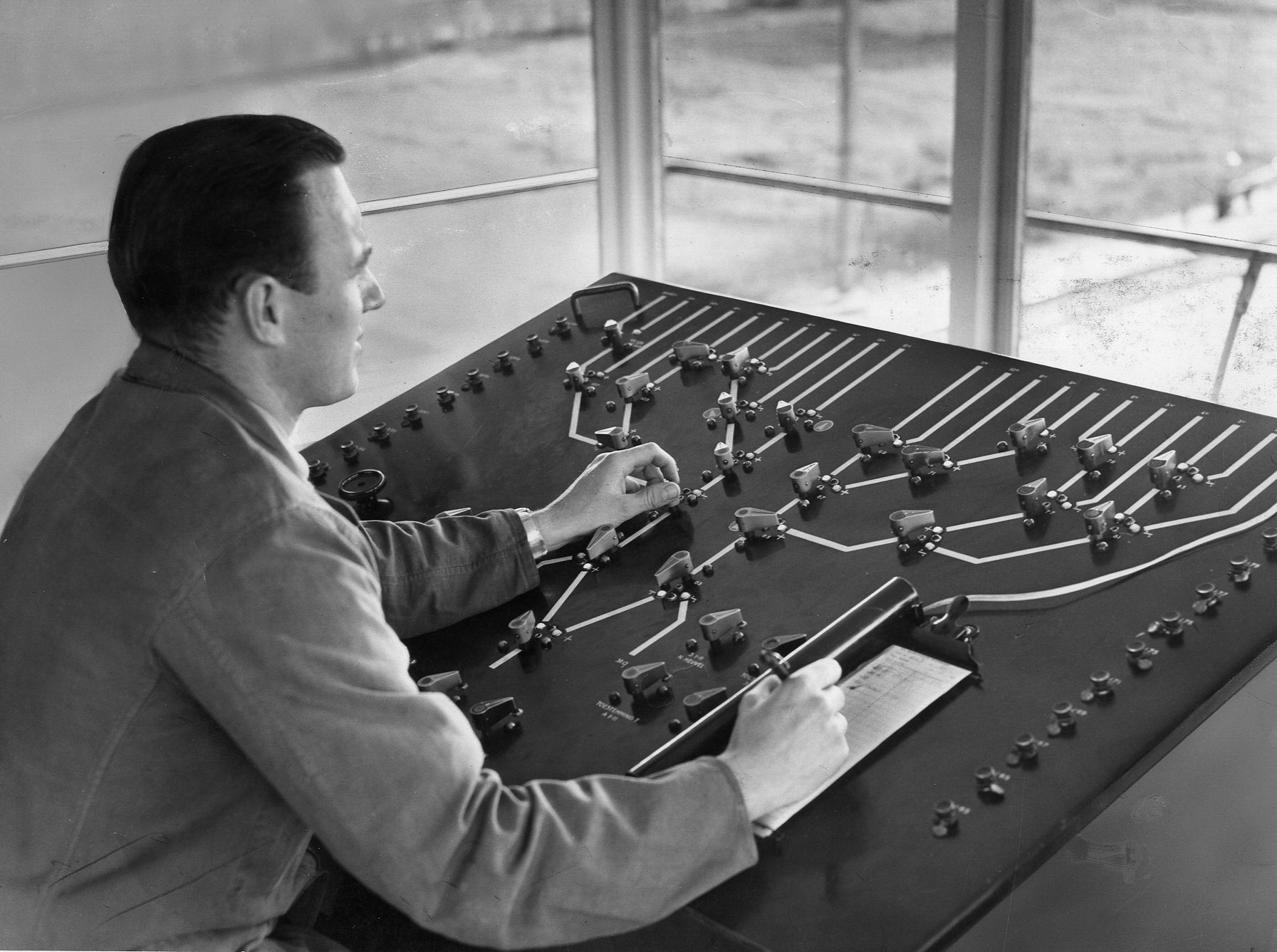
Seinhuiswachter bij het heuveltoestel in het seinhuis Post II van het rangeerterrein Watergraafsmeer; circa 1949.
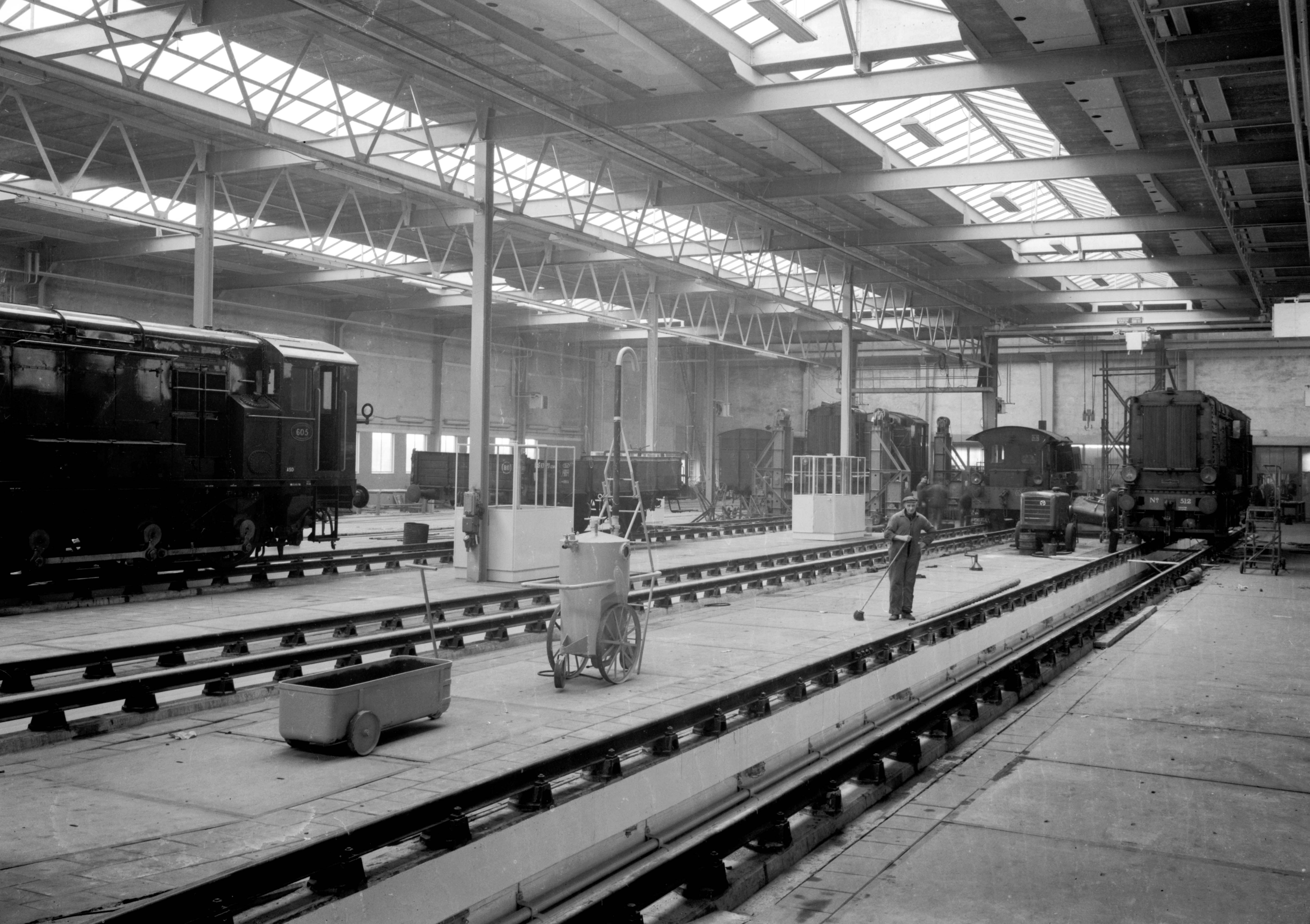
Interieur van de nieuwe lijnwerkplaats Watergraafsmeer; 1955.
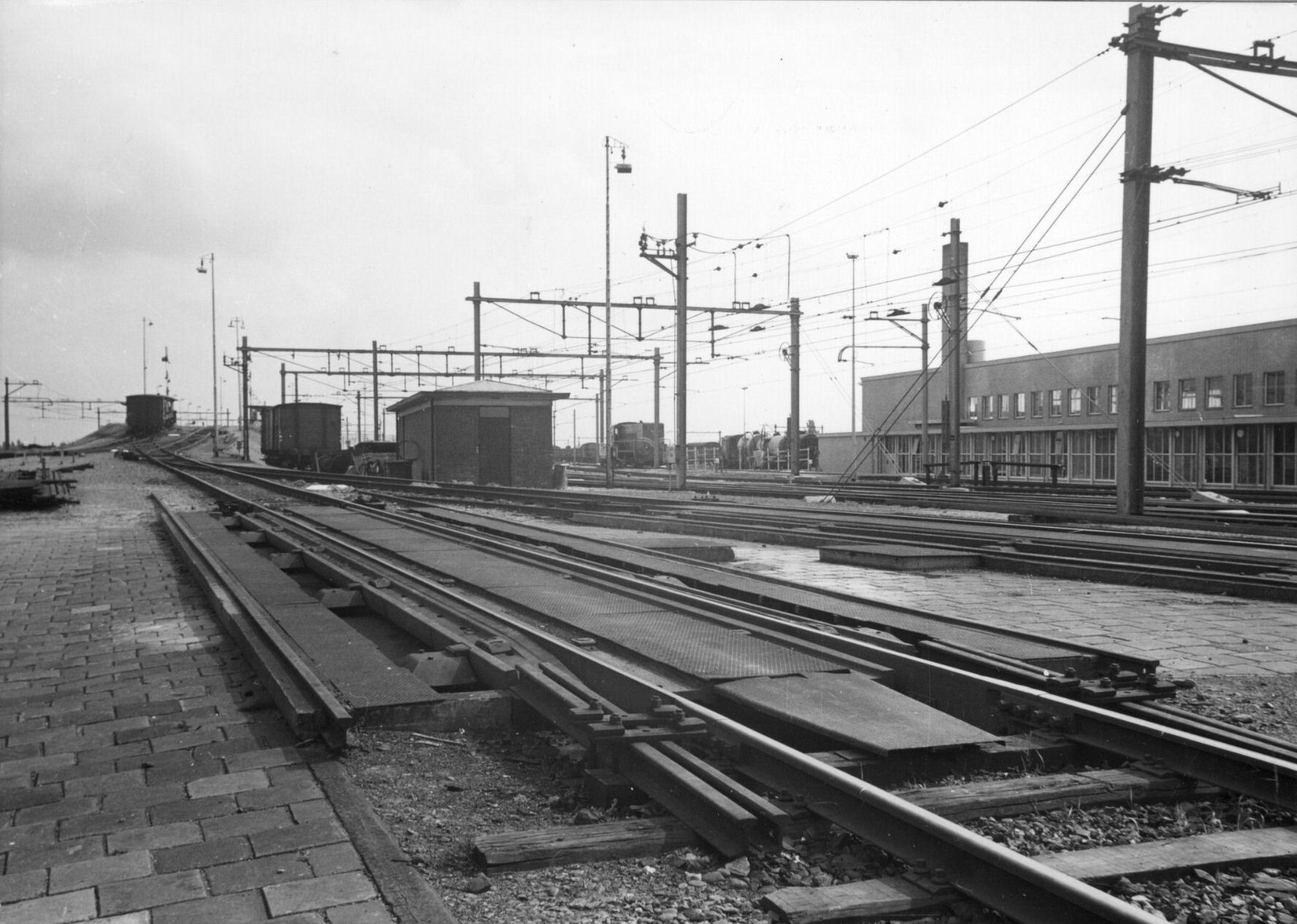
Een spoor voorzien van automatische railremmen op het rangeerterrein Watergraafsmeer; 1956.
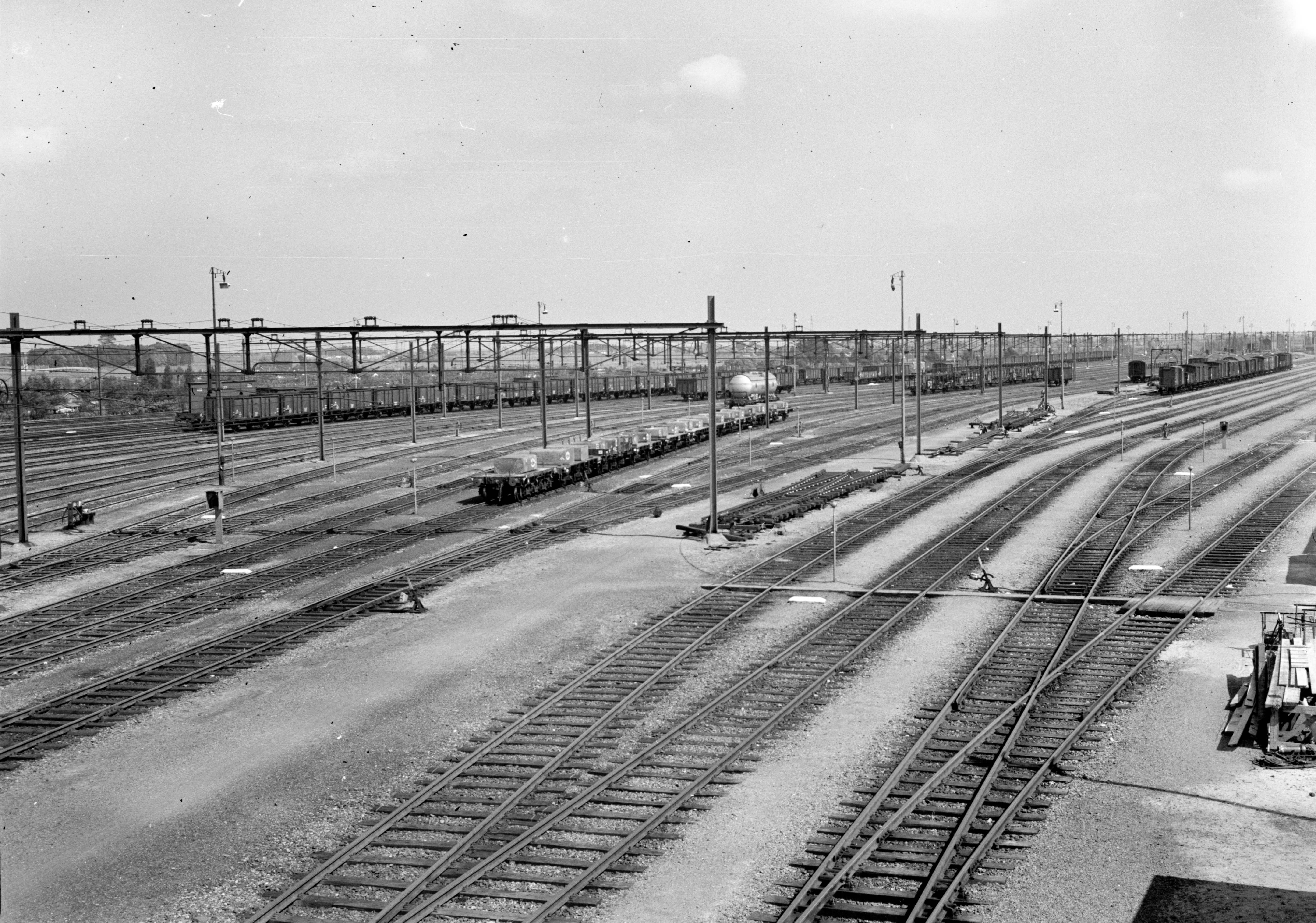
Gezicht op het rangeerterrein Watergraafsmeer vanuit het zuidwesten; 1957.
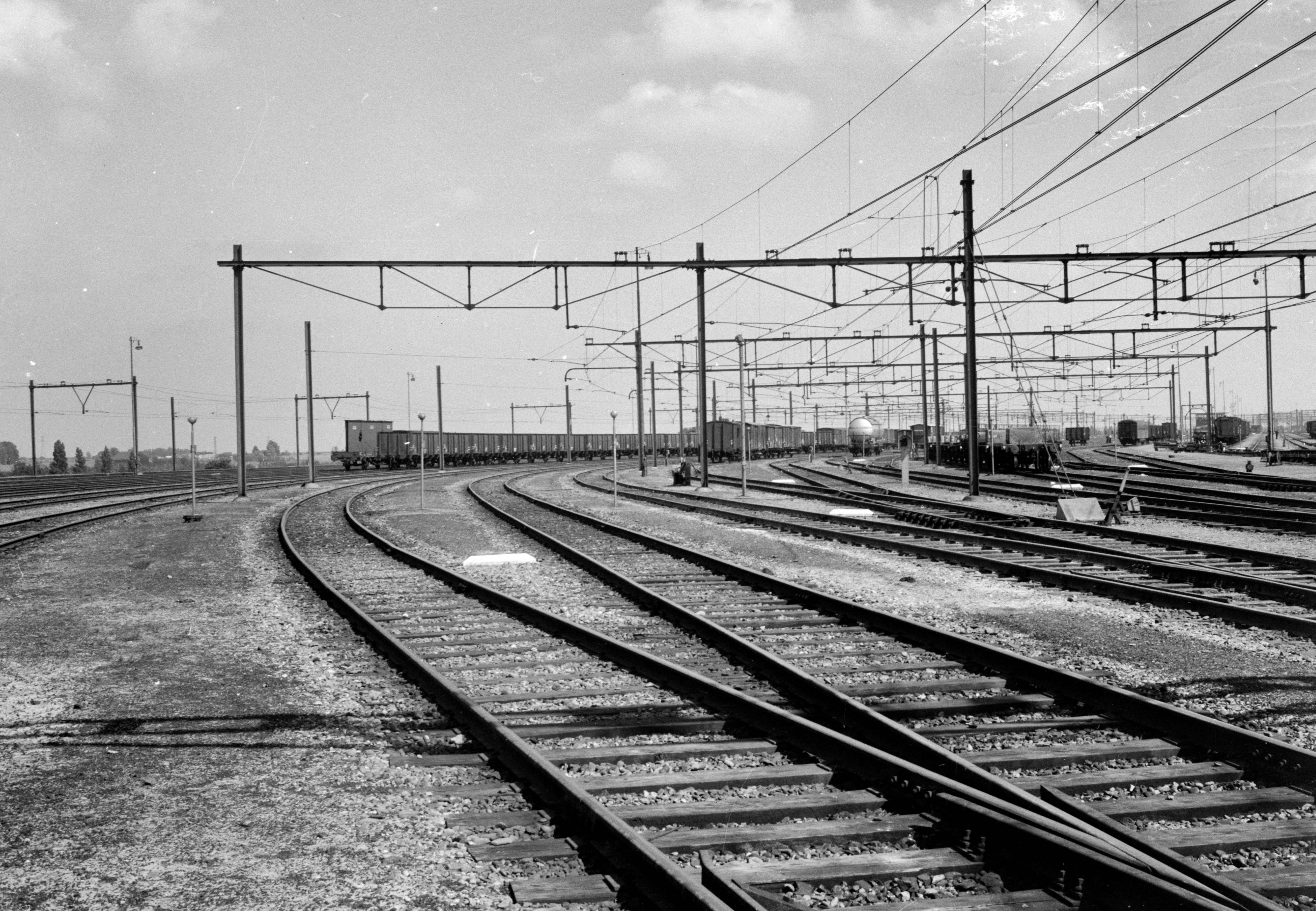
Gezicht op het rangeerterrein Watergraafsmeer vanuit het oosten; 1957.
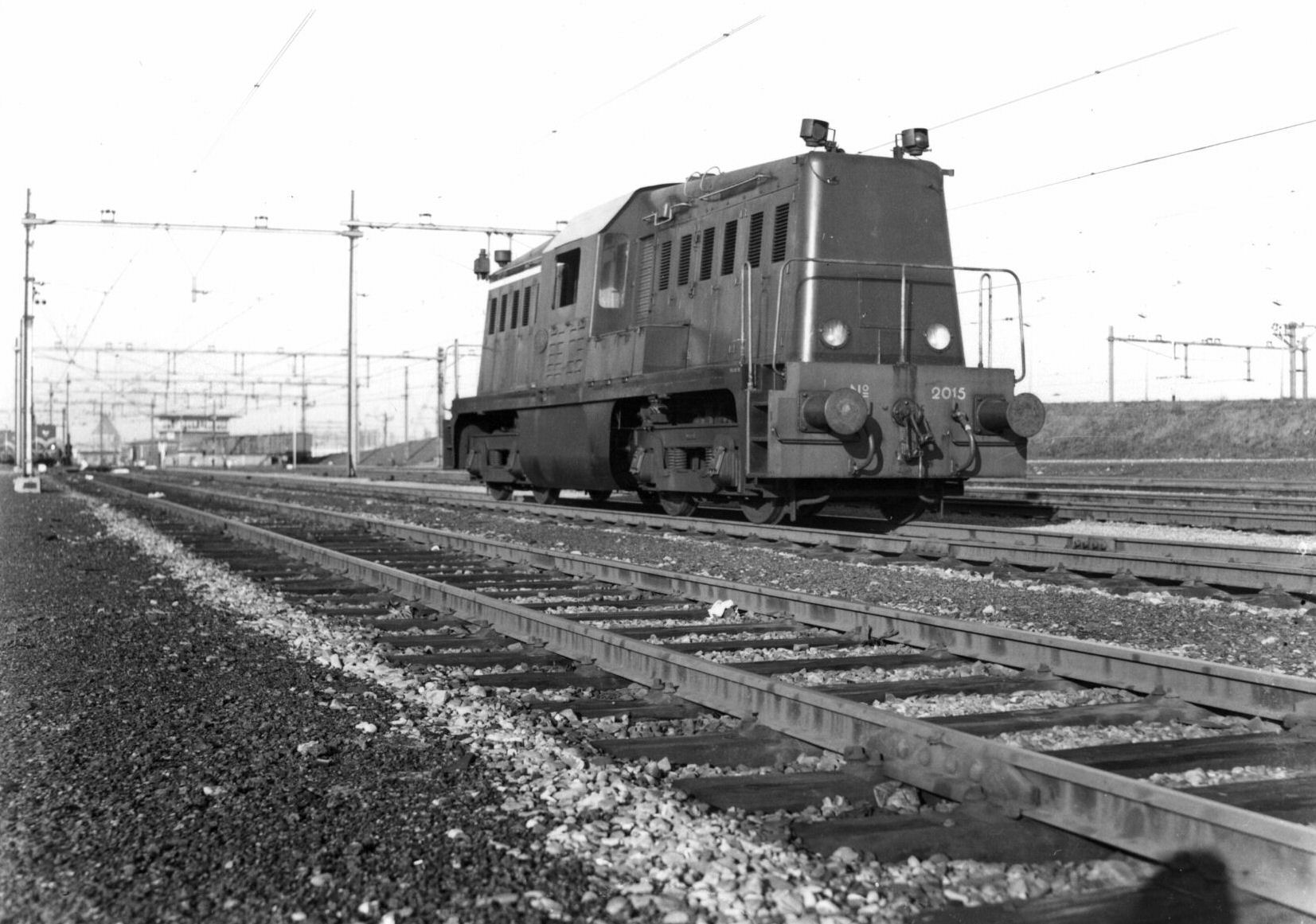
Diesel-electrische locomotief NS 2015 (serie 2000) op het rangeerterrein Watergraafsmeer; 1957.
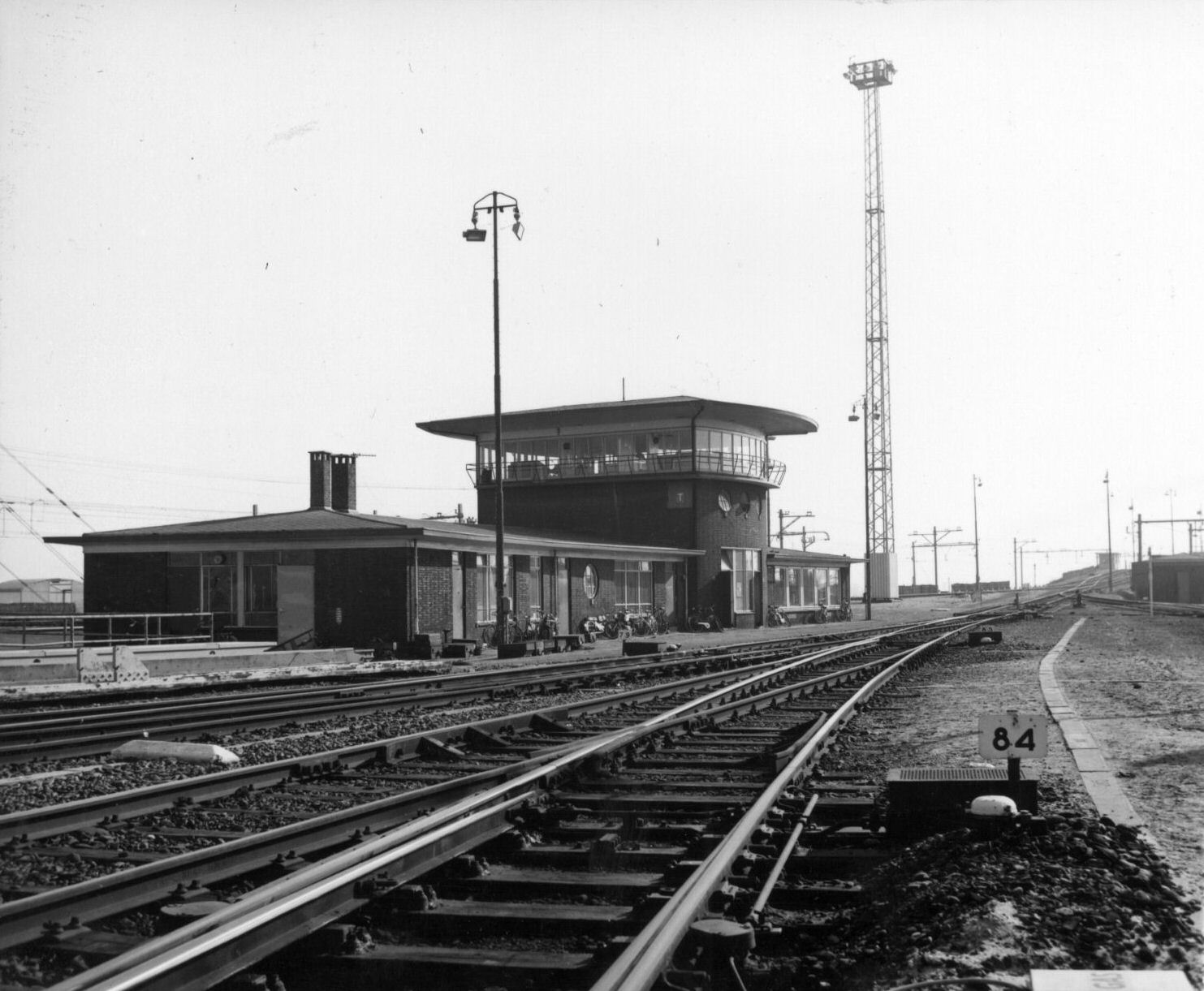
Gezicht op het seinhuis (post T) op het rangeerterrein Watergraafsmeer; 1972.
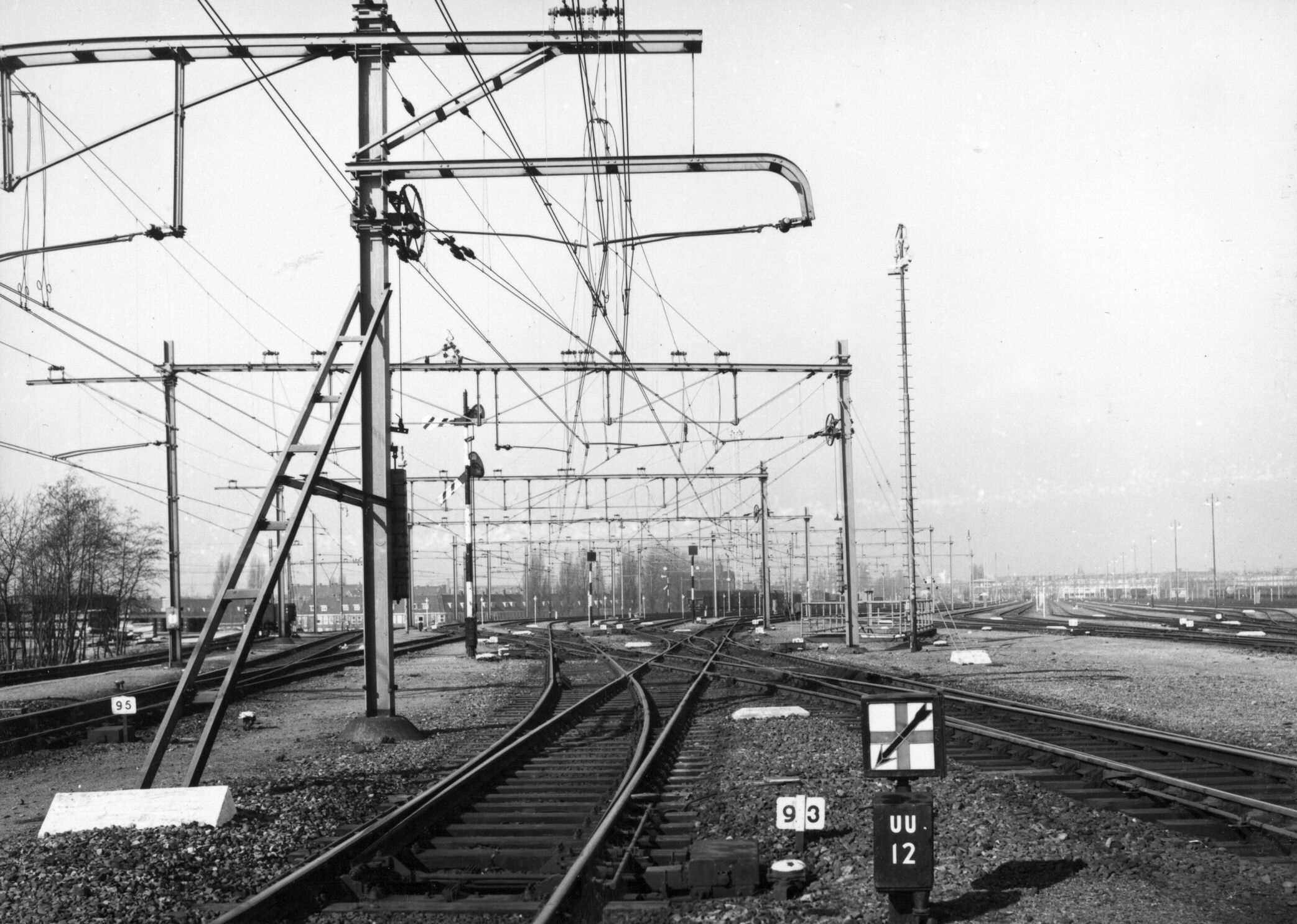
Gezicht op het rangeerterrein Watergraafsmeer; 1972.
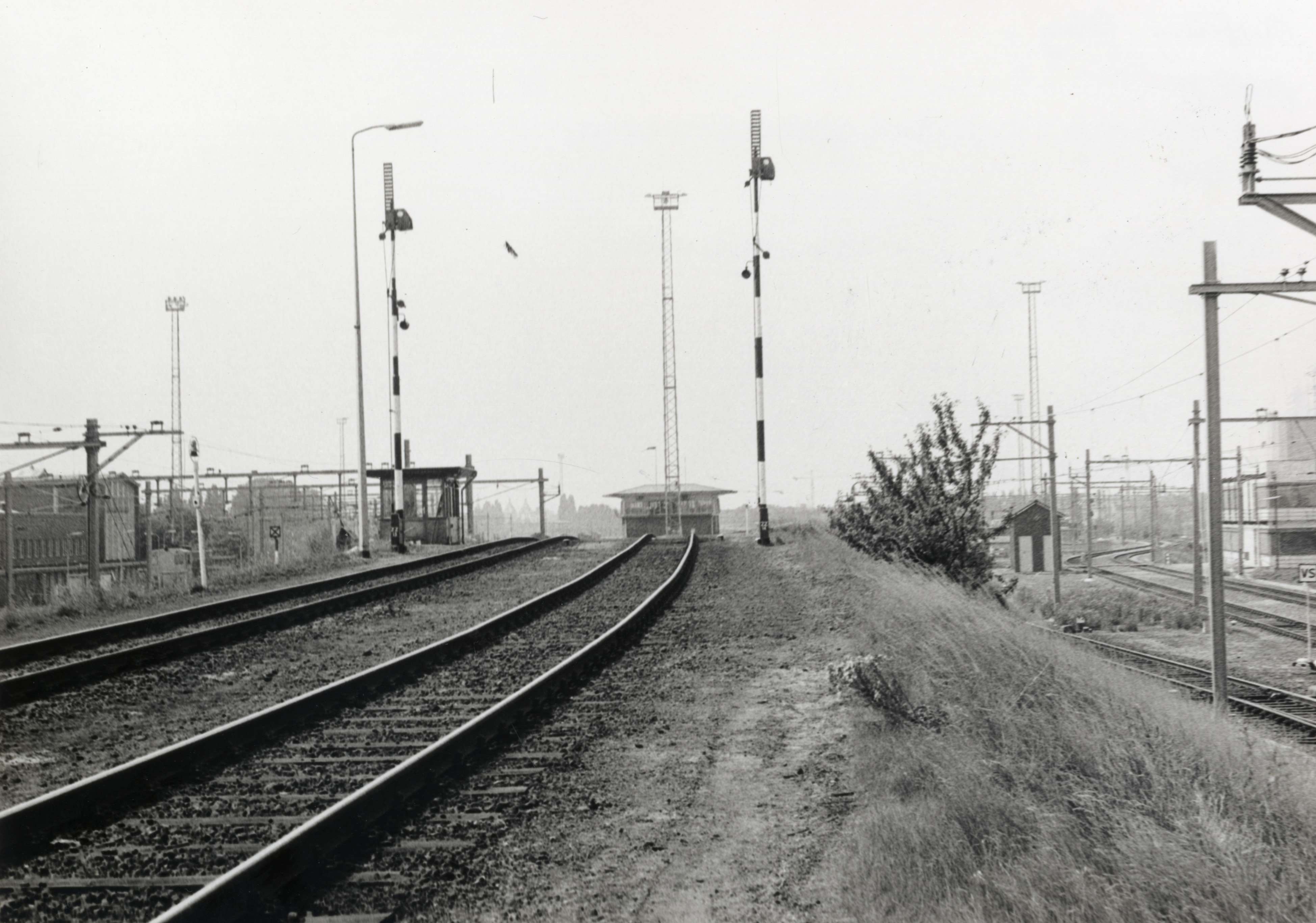
Gezicht op de rangeerheuvel van het rangeerterrein Watergraafsmeer; circa 1976.
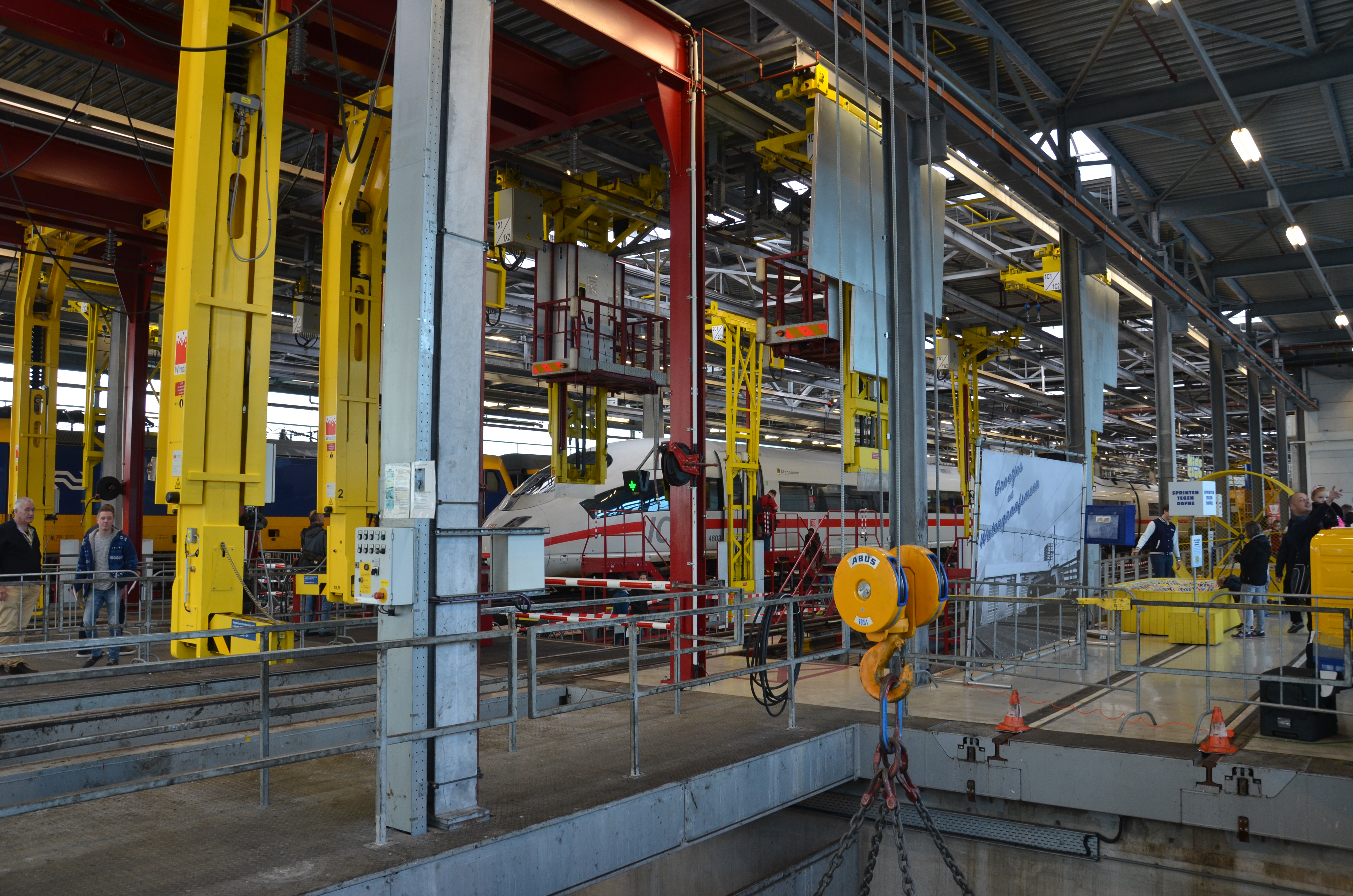
De NedTrain-werkplaats op het terrein; 2017.